# La torre de Babel
«La Torre de Babel» es un clásico de la música popular chilena. Esta canción pertenece al grupo chileno Los Tres, y forma parte de su disco de 1997 Fome. Es un tema frecuente entre los recitales de la banda, además de su versión de estudio, hay registros en vivo en sus álbumes Arena y Freno de mano.

## Historia
«Torre de Babel» es otra de las canciones notables de este disco, la ironía existente entre la historia original con la versión de Álvaro hacen pensar que se hubiese trabajado conscientemente el tópico, sin embargo, Álvaro nunca pensó en la referencia de la historia, es más, nació hace un poco más de cuatro años, inspirada en las fábulas chilenas y los cuentos que en ese tiempo había estado leyendo. El trabajo del autor está dado en que cada uno pueda hacer su propia lectura del tema.
Junto con la fábula de «Torre de Babel» coexiste «Pancho», una especie de leyenda con una hermosa melodía.

## Contenido
De acuerdo a Henríquez, se escribió la canción tomando de referencia a cuentos y fábulas chilenos, por lo que no cuenta un mensaje profundo ni complejo.
El relato lo protagonizan cigarros que viven en la Torre de Babel. Uno de ellos muere ahogado en el río, siendo una causa de muerte comparable a la muerte por ahorcamiento.

## Video musical
La canción cuenta con un vídeo muy popular, considerado por muchos como uno de los mejores videoclips hechos en Chile. El vídeo es un relato visual, en forma de dibujos animados, donde todo lo que va diciendo la letra de la canción, se realiza visualmente.
El videoclip de «La torre de Babel» de Los Tres no es el primero de animación , pero sí es una piedra angular en el género. Antes del auge computacional, este vídeo fue hecho con técnicas que podrían considerarse más «antiguas»: Durante cuatro meses trabajaron 11 dibujantes en la historia animada, inspirada literalmente en la canción de Los Tres e ilustrada  a partir de dibujos de Samuel Restucci. Todo eso fue luego animado computacionalmente y el resultado es este notable clip, que produjo Cine-animadores, y dirigió Alejandro Rojas, quien después sería el director de las dos mayores películas de animación chilenas.

## Versiones
Aparte de su versión de estudio existen versiones en vivo registradas en sus álbumes Arena y Freno de mano. Es un tema frecuente en los recitales de la banda. Además de ser interpretado en formato acústico un par de veces en programas de televisión como Red Hot Chilean People de Via X.